# Tessmannia dawei
Tessmannia dawei är en ärtväxtart som beskrevs av J.Leonard. Tessmannia dawei ingår i släktet Tessmannia och familjen ärtväxter. Inga underarter finns listade i Catalogue of Life.